# Saidel Brito
Saidel Brito (nacido como Saidel Brito y Lorenzo el 4 de diciembre de 1973 en Matanzas, Cuba) es un artista cubano que se especializa en dibujo, escultura, instalación y fotografía. 
Brito estudió en 1992 en la Escuela Nacional de Arte (ENA) y continuó en el Instituto Superior de Arte (ISA) en La Habana, Cuba, graduándose en 1997. 

## Exposiciones individuales
- 1992 - "Aruacos, Cubanos y Mitos", Escuela Nacional de Arte (ENA), La Habana, Cuba.
- 1996 - "Cuentos bobos", Galería Espacio Abierto de la Revista Revolución y Cultura, La Habana, Cuba.
- 1998 - "Saidel Brito. Provisorische Utopien. Skulpturen und Zeichnungen " , Ludwig Forum für Internationale Kunst, Aachen, Alemania.
- 2004 - "Saidel Brito: Habeas Corpus", dpm Arte Contemporáneo, Guayaquil, Ecuador

## Exposiciones colectivas
Formó parte de numerosas exposiciones colectivas: 
- 1994 - "Competencia Internacional de Niños de Shankar 1987", Nehru House, Nueva Delhi, India.
- 1995 - "No valen guayabas verdes", Bienal de La Habana, Instituto Superior de Arte (ISA), La Habana, Cuba.
- 1995 - "McEvilley and Me", Whitechapel Art Gallery, Londres, Reino Unido.
- 1996 - "Nuevo arte de Cuba", Whitechapel Art Gallery, Londres, Reino Unido.
- 1996 - "Salón de Arte Cubano Contemporáneo", Museo Nacional de Bellas Artes de La Habana, Cuba.
- 1997 - Pabellón de Cristal, Madrid, España.
- 1998 - "La cabra tira al monte", Miami Art Gallery, Estados Unidos, Miami.
- 1998 - VI Bienal Internacional de Cuenca, Bienal Internacional de Cuenca, Cuenca, Ecuador.
- 1999 - "While Cuba Waits", Track 16 Gallery Estados Unidos, Santa Mónica, California.
- 2002 - "Marco Alvarado y Saidel Brito", dpm Arte Contemporáneo, Guayaquil, Ecuador
- 2005 - "Contiene Glutamato", Galería OMR, Ciudad de México, México
- 2006 - "LISTA DE ESPERA: Tiempo y transición en el arte contemporáneo cubano", Museo de Arte de la Ciudad de Ljubljana, Ljubljana,
- 2007 - Bienal de El Museo: The (S) Files, El Museo del Barrio, Ciudad de Nueva York, Nueva York

## Premios
- 1997- Premio Raúl Martínez - Instituto Superior de Arte (ISA), La Habana, Cuba.
- 1998- Artista en residencia - Ludwig Forum fur Internationale Kunst, Aachen, Alemania.
- 2003 - Primer Premio - "Salón de Julio", Museo Municipal de Guayaquil, Guayaquil, Ecuador.
- 2005 - Tercer Premio - "Salón de Julio", Museo Municipal de Guayaquil, Guayaquil, Ecuador.